# Macumoto Ikuo
Macumoto Ikuo (Ucunomija, 1941. november 3. –) japán válogatott labdarúgó.
A japán válogatott tagjaként részt vett az 1968. évi nyári olimpiai játékokon.

## Statisztika
| Japán válogatott | Japán válogatott | Japán válogatott |
| Időszak          | Mérk.            | gól              |
| ---------------- | ---------------- | ---------------- |
| 1966             | 4                | 1                |
| 1967             | 3                | 0                |
| 1968             | 2                | 0                |
| 1969             | 2                | 0                |
| Összesen         | 11               | 1                |